# Dix-huit Heures d'escale
Pour plus de détails, voir Fiche technique et Distribution.
Dix-huit Heures d'escale est un film français réalisé par René Jolivet, sorti en 1955.

## Fiche technique
- Titre : Dix-huit Heures d'escale
- Réalisation : René Jolivet
- Scénario : René Jolivet
- Photographie : Roger Fellous
- Décors : Robert Hubert
- Son : Pierre-Henri Goumy
- Musique : Marc Lanjean, Daniel Lesur
- Montage : Leonide Azar
- Société de production : Vascos Films
- Société de distribution : Mondial Films
- Pays d'origine :  France
- Genre : Policier
- Durée : 89 minutes
- Date de sortie : 
  - France : 27 mai 1955
- Affiche : Claire Finel (France)

## Distribution
- Jean-Pierre Aumont : Robert
- Geneviève Kervine : Nicole
- Georges Marchal : Bério
- Maria Mauban : Manuela
- Georges Poujouly : le gamin
- Jean-Jacques Lecot : Mario
- Henri San Juan : Pablo Gonzalès
- Noëlle Norman : Mme Bério
- Jean-Marie Bon
- Robert Chandeau : Valery
- Paul Demange : le vieux capitaine
- Paul Faivre : le docteur
- Gabriel Gobin
- Jacques Muller : Aurélien
- Gaston Rey : Berger
- Henri San Juan : Pablo Gonzalès
- Jacques Riberolles
- Jany Vallières : Lolita
- Guy Moulinet : Zamba
- Jean Muselli
- Guy Dakar
- Simone Logeart